# 武功县
武功县是中国陕西省咸阳市所辖的一个县，地处陕西省关中平原中西部，东距咸阳（国际机场）50公里、离西安70公里，西邻杨凌国家农业高新技术产业示范区，南隔渭河与秦岭相望。县人民政府駐普集街道。
至2007年底，全县有8镇、4乡、212个行政村，4个居民委员会，总人口42.2万人。全县总面积为398平方公里，其中耕地面积39.8万亩。

## 行政区划
武功县下辖1个街道办事处、7个镇：
普集街道、苏坊镇、武功镇、游风镇、贞元镇、长宁镇、小村镇和大庄镇。

## 人口
2020年末，咸阳市第七次全国人口普查主要数据公报显示：武功县常住人口为317733人，男性人口占比50.1%，女性人口占比49.9%，年龄结构中0-14岁占比19.21%，15-59岁占比57.35%，60岁以上占比23.44%，65岁以上占比16.78%。

## 交通
- 陇海铁路：罗鼓村站，武功站
- 344国道过境。

## 县名来历
1. 因其境内有武功山而得名。武功山属太白山主峰之一，西太白古称武功山。
2. 1934年，于右任在武功选择西北农林专科学校（今西北农林科技大学）校址时，曾说：“武功因周武王伐纣成功而命名”。

## 地理
武功地形北高南低，从北向南呈阶梯跌落，分为一、二、三道塬，由山前洪积扇前缘地带和黄土台塬、河漫滩及河谷冲积阶地三种类型构成，耕地中川、塬平地占97%。气候属大陆性季风半湿润气候，四季分明，光照充足，年均气温12.9℃，极端最高气温42℃，冬夏长、春秋短，夏季多雨炎热，冬季寒冷干燥。